# Kosmopolitizam
Kosmopolitizam (od grčkog: kosmos = svet i polites = građanin) je ideja po kojoj humani i prosvećeni ljudi uspostavljaju odnose bez obzira na nacionalne, verske i državne granice i unapređuju opšteljudske odnose; zagovaranje zajedništva, sloge ljudi i naroda celoga sveta kao nadvladavanje nacionalnih, međunacionalnih i drugih podela. To je stav po kojemu su svi ljudi pre svega „građani sveta“, a ne pripadnici različitih kolektiva poput lokalnih, regionalnih, nacionalnih i drugih zajednica. Pristalica kosmopolitizma se naziva kosmopolita.
Na primer, Kvame Entoni Apija artikuliše kosmopolitsku zajednicu u kojoj pojedinci sa različitih lokacija (fizičkih, ekonomskih, itd) formiraju odnose međusobnog poštovanja uprkos svojim različitim uverenjima (verskim, političkim, itd).. Poređenja radi, Imanuel Kant je zamišljao kosmopolitski svet u kome su vojske ukinute, a ljudima se upravlja pod reprezentativnom globalnom institucijom. U svim slučajevima, zagovornici kosmopolitizma dele naglasak da svi ljudi treba da čine jednu kohezivnu i ujedinjenu zajednicu.
U opuštenijem, ali srodnom smislu, „kosmopolitski“ se takođe koristi da opiše mesta gde ljudi različitih etničkih, kulturnih i/ili verskih pozadina žive zajedno i komuniciraju jedni sa drugima.

## Etimologija
Reč potiče od grč. κοσμοπολίτης, ili kosmopolitês, što je formirano od „κόσμος”, kosmos, tj. „svet”, „univerzum” ili „kosmos”, i πολίτης, „politês”, tj. „građanin”. Savremena upotreba definiše termin kao „građanin sveta”.

## Definicije
Definicije kosmopolitizma obično počinju grčkom etimologijom „građanin sveta“. Međutim, kako Apija ističe, „svet“ je u izvornom smislu značio „kosmos“ ili „univerzum“, a ne zemlju ili globus kako sadašnja upotreba pretpostavlja. Jedna definicija koja se bavi ovim pitanjem data je u nedavnoj knjizi o političkoj globalizaciji:

Kosmopolitizam se može definisati kao globalna politika koja, prvo, projektuje društvenost zajedničkog političkog angažmana među svim ljudskim bićima širom sveta, i, drugo, sugeriše da ova društvenost treba da bude etički ili organizaciono privilegovana u odnosu na druge oblike društvenosti.

Kineski izraz tjensja (sve pod nebom), metonim za carstvo, takođe je ponovo protumačen u modernom dobu kao zamisao kosmopolitizma, a koristili su ga modernisti iz 1930-ih kao naslov časopisa svetske umetnosti i književnosti na engleskom jeziku sa sedištem u Šangaju, T'ien Hsia Monthly. Višejezični moderni kineski pisci kao što su Lin Jutang, Ven Juan-ning takođe su prevodili kosmopolitizam koristeći sada uobičajeniji termin šiđe džuji (ideologija sveta).

## Filozofija

### Filozofski koreni
Kosmopolitizam se može pratiti od Diogena Sinopskog (oko 412. p. n. e.), osnivača kiničkog pokreta u staroj Grčkoj. Prema nekim navodima kada su Diogena „upitali odakle dolazi, odgovorio je: 'Ja sam građanin sveta (kosmopolitês)'”. U to vreme, najšira osnova društvenog identiteta među Grcima bio je pojedinačni grad-država ili kulturno i lingvistički homogena helenska grupa.
Stoicizam, još jedna grčka škola mišljenja koja je osnovana otprilike vek kasnije, izgrađena je na Diogenovoj ideji, pri čemu mnogi njeni mislioci i pristalice naglašavaju da svako ljudsko biće „živi [...] u dve zajednice – lokalnoj zajednici našeg rođenja, i zajednici ljudskog argumenta i težnje“. Uobičajeni način da se razume stoički kosmopolitizam je kroz Hijeroklov model identiteta krugova, prema kome pojedinci treba da posmatraju sebe kao koncentrične krugove: prvi oko sebe, a zatim slede uža porodica, šira porodica, lokalna grupa, građani, sunarodnici, čovečanstvo. Unutar ovih krugova ljudska bića doživljavaju osećaj „sklonosti“ ili „naklonosti“ prema drugima, što su stoici nazvali Oikeiôsis. Zadatak građana sveta tada postaje da „povuku krugove nekako ka centru, čineći sva ljudska bića sličnijima našim sugrađanima, i tako dalje“.‍:9

### Savremeni kosmopolitski mislioci
U svom eseju iz 1795. Večni mir: Filozofski skeč, Imanuel Kant postavlja ius cosmopoliticum (kosmopolitski zakon/pravo) kao vodeći princip koji će pomoći globalnom društvu da postigne trajni, postojani mir. Kantovo kosmopolitsko pravo proizilazi iz shvatanja svih ljudskih bića kao ravnopravnih članova univerzalne zajednice. Kosmopolitsko pravo tako funkcioniše u tandemu sa međunarodnim političkim pravima i zajedničkim, univerzalnim pravom čovečanstva.
Kantovo kosmopolitsko pravo u osnovi je vezano za uslove univerzalnog gostoprimstva i prava na izražavanje. Univerzalno gostoprimstvo se definiše kao pravo na dobrodošlicu po dolasku na stranu teritoriju, ali je pretpostavljeno da gost dođe na miran način. Kant dodatno tvrdi da sva ljudska bića imaju osnovno pravo izražavanja: pravo da se predstave u stranoj zemlji. Pravo na izražavanje proizilazi iz Kantovog shvatanja Zemljine površine kao suštinski zajedničke, i daljeg naglašavanja njegovih zahteva o jednako podeljenim univerzalnim pravima među svim ljudskim bićima.

## Literatura
- Anderson, Amanda (1998). „Cosmopolitanism, Universalism, and the Divided Legacies of Modernity”.  Ур.: Cheah, Pheng; Robbins, Bruce. Cosmopolitics: Thinking and Feeling beyond the Nation. Cultural Politics. 14. Minneapolis: University of Minnesota Press. ISBN 978-0-8166-3067-7. OCLC 875672972.
- Ankerl, Guy (2000). Global communication without universal civilization. INU societal research. Geneva: INU Press. ISBN 978-2-88155-004-1. OCLC 50042854.
- Archibugi, Daniele; Held, David, ур. (1995). Cosmopolitan Democracy. An Agenda for a New World Order. Cambridge: Polity Press. ISBN 978-0-7456-1381-9. OCLC 801020025.
- Beck, Ulrich (2005). Power in the Global Age. Превод: Cross, Kathleen. Cambridge: Polity Press. ISBN 978-0-7456-3230-8. OCLC 60965050.
- Brock, Gillian; Brighouse, Harry (2005). The Political Philosophy of Cosmopolitanism. Cambridge University Press. ISBN 978-0-521-84660-8. OCLC 470712082.
- Cotesta, Vittorio (2012). „Global Society, Cosmopolitanism and Human Rights”. Global Society and Human Rights. International Comparative Social Studies. 18. Превод: D'Auria, Matthew. Leiden: Brill. стр. 151—164. ISBN 978-90-04-22563-3. doi:10.1163/9789004225633_010.
- Caney, Simon (2010). „Cosmopolitanism”.  Ур.: Bell, Duncan. Ethics and World Politics. Oxford University Press. ISBN 978-0-19-954862-0. OCLC 781324049.
- Delanty, Gerard, ур. (2012). Routledge Handbook of Cosmopolitanism Studies..
- Brown, Eric. „Cosmopolitanism”.  Ур.: Zalta, Edward N. Stanford Encyclopedia of Philosophy (Fall 2002 изд.). Недостаје |last1= у Authors list (помоћ)
- Martell, Luke (2011). „Cosmopolitanism and Global Politics” (PDF). Political Quarterly. 82 (4): 618—627. doi:10.1111/j.1467-923X.2011.02237.x.
- Miller, Michael L.; Ury, Scott, ур. (2015). Cosmopolitanism, Nationalism and the Jews of East Central Europe. Oxon: Routledge. ISBN 978-1-138-01852-5. OCLC 901035778.
- Miller, Michael L.; Ury, Scott (2010). „Cosmopolitanism: The end of Jewishness?”. European Review of History: Revue Europeenne d'Histoire. 17 (3): 337—359. S2CID 144567082. doi:10.1080/13507486.2010.481923. hdl:20.500.14018/10574.
- Palmer, Tom G. (2008). „Cosmopolitanism”.  Ур.: Hamowy, Ronald. The Encyclopedia of Libertarianism. Thousand Oaks, CA: SAGE; Cato Institute. стр. 107—09. ISBN 978-1-4129-6580-4. LCCN 2008009151. OCLC 750831024. doi:10.4135/9781412965811.n68.
- Robbins, Bruce (1998). „Comparative Cosmopolitanisms”.  Ур.: Cheah, Pheng; Robbins, Bruce. Cosmopolitics: Thinking and Feeling beyond the Nation. Cultural Politics. 14. Minneapolis: University of Minnesota Press. ISBN 978-0-8166-3067-7. OCLC 875672972.
- Schuett, Robert; Stirk, Peter M.R., ур. (2015). The Concept of the State in International Relations: Philosophy, Sovereignty, and Cosmopolitanism. Edinburgh University Press. ISBN 978-0-7486-9362-7.
- Barry, Brian (2001). Culture and Equality. Cambridge: Polity. ISBN 0-7456-2227-5..
- Barzilai, Gad (8. 8. 2003). Communities and Law: Politics and Cultures of Legal Identities. Ann Arbor: University of Michigan Press. ISBN 0-472-11315-1.
- Beitz, Charles (1999). Political Theory and International Relations. Revised edition, Princeton: Princeton University Press. ISBN 0-691-00915-5..
- Duncan Bell, ур. (2010). Ethics and World Politics. Oxford: Oxford University Press.
- Blake, Michael (2001). „Distributive Justice, State Coercion, and Autonomy”. Philosophy and Public Affairs. 30 (3): 257—296. doi:10.1111/j.1088-4963.2001.00257.x..
- Charles Blattberg. 2012. "We Are All Compatriots," in Will Kymlicka and Kathryn Walker, eds., Rooted Cosmopolitanism. Vancouver: UBC Press.
- Brock, Gillian (2005). „Egalitarianism, Ideals, and Cosmopolitan Justice”. The Philosophical Forum. 36 (1): 1—30. doi:10.1111/j.1467-9191.2005.00186.x. hdl:2292/25878..
- Allen Buchanan. 2004. Justice, Legitimacy, and Self-determination: Moral Foundations for International Law. Oxford University Press: Oxford.
- Bull, Hedley (1977). The Anarchical Society. London: Macmillan. ISBN 0-333-19914-6..
- Caney, Simon (2005). Justice Beyond Borders. Oxford: Oxford University Press. ISBN 0-19-829350-X..
- Gardiner, Stephen M. (2004). „Ethics and Global Climate Change”. Ethics. 114 (3): 555—600. doi:10.1086/382247..
- Nicole Hassoun. 2008a. „World Poverty and Individual Freedom.”. American Philosophical Quarterly. 45 (2): 191—198. .
- Andrew Hurrell. 2001. “Global Inequality and International Institutions.” Global Justice. Thomas Pogge ed. Meta-philosophy Series in Philosophy A.T. Maroobian and Brian Huschle eds. Blackwell Publishing: Oxford.
- Dale Jamieson. 2005. “Adaptation, Mitigation, and Justice.” Perspectives on Climate Change: Science, Economics, Politics, Ethics. Walter Sinnott-Armstrong and Richard Howarth eds. Advances in the Economics of Environmental Resources. Vol. 5. Elsevier: New York.
- Chandran Kukathas. 2003. The Liberal Archipelago: A Theory of Diversity and Freedom. Oxford University Press: Oxford.
- Hans Köchler (2003). Global Justice or Global Revenge? International Criminal Justice at the Crossroads. Springer. ISBN 3-211-00795-4.. Vienna / New York. .
- Moellendorf, Darrel (2005). „The World Trade Organization and Egalitarian Justice”. Metaphilosophy. 36 (1–2): 145—162. ISSN 0026-1068. JSTOR 24439621. doi:10.1111/j.1467-9973.2005.00360.x.
- Miller, David (1995). On Nationality. Oxford: Clarendon Press. ISBN 0-19-828047-5..
- Miller, Richard W. (1998). „Cosmopolitan Respect and Patriotic Concern”. Philosophy and Public Affairs. 27 (3): 202—224. doi:10.1111/j.1088-4963.1998.tb00068.x..
- Gelder, Melinda (2006). Meeting the Enemy, Becoming a Friend. Boulder: Bauu Press. ISBN 0-9721349-5-6..
- Terry Nardin (1983). Law, Morality and the Relations of States. Princeton NJ: Princeton University Press..
- Terry Nardin & David Mapel (1992). Traditions of International Ethics. Cambridge: Cambridge University Press..
- Nussbaum, Martha (2006). Frontiers of Justice. Cambridge, Massachusetts: Harvard University Press. ISBN 0-674-01917-2..
- Onora O'Neill (2000). Bounds of Justice. Cambridge: Cambridge University Press. ISBN 0-521-44232-X..
- Geoffrey Pleyers, Pleyers, Geoffrey (2011). Alter-Globalization. Becoming Actors in the Global Age. Cambridge: Polity. ISBN 978-0-7456-4675-6.. Polity.
- Pogge, Thomas (2002). World Poverty and Human Rights. Cambridge: Polity. ISBN 0-7456-2994-6..
- Rawls, John (1999). The Law of Peoples. Cambridge, Massachusetts: Harvard University Press. ISBN 0-674-00079-X..
- Sen, Amartya (1999). Development as Freedom. Oxford: Oxford University Press. ISBN 0-19-829758-0..
- Singer, Peter (2002). One World. New Haven: Yale University Press. ISBN 0-300-09686-0..
- Tamir, Yael (1993). Liberal Nationalism. Princeton: Princeton University Press. ISBN 0-691-07893-9..
- Dennis F. Thompson (јун 1999). „Democratic Theory and Global Society”. Journal of Political Philosophy. 7 (2): 111—125. doi:10.1111/1467-9760.00069..
- Tully, James (1995). Strange Multiplicity. Cambridge: Cambridge University Press. ISBN 0-521-47117-6..
- Waltz, Kenneth (1979). Theory of International Politics. Reading, Mass.: Addison-Wesley. ISBN 0-201-08349-3..
- Walzer, Michael (1983). Spheres of Justice. New York: Basic Books. ISBN 0-465-08190-8..

## Spoljašnje veze
- „Otov naučni rečnik”. Архивирано из оригинала 15. 09. 2008. г. Приступљено 22. 12. 2009.
- Stanford encyclopedia of philosophy (језик: енглески)
- Brown, Eric. „Cosmopolitanism”.  Ур.: Zalta, Edward N. Stanford Encyclopedia of Philosophy. Недостаје |last1= у Authors list (помоћ)
- Living in the World Risk Society by Ulrich Beck at the London School of Economics
- The Venus Project
- „'Cosmopolitans' an essay on the philosophical history of cosmopolitanism”. Архивирано из оригинала 17. 06. 2013. г. Приступљено 19. 01. 2023.
- ref 1: GTI Paper Series see Dawn of the Cosmopolitan: The Hope of a Global Citizens Movement, paper #15, and Global Politics and Institutions, paper #3